# Osteokondros
Osteokondros är en utvecklingsrubbning i skelettet. Den är vanligast hos barn och snabbväxande djur, främst grisar, hästar och hundar. Då skelettet växer bildas först brosk, som sedan förbenas. Vid osteokondros sker inte förbeningen normalt vilket påverkar en eller flera leder. Ledbrosket i den drabbade leden förtjockas och dess näringstillförsel försämras. En bit av brosket lossnar, vilket leder till smärta. Diagnosen ställs med hjälp av en röntgenundersökning. Prognos och behandling skiljer sig beroende av vilken led som drabbas.

## Osteokondros hos hundar
Arvsgången av osteokondros hos hundar är inte utredd. Sjukdomen är vanligare hos handjur och snabbväxande djur av medelstora och stora raser. Även utfodringen har betydelse.

### Bog-, knä- och hasleden
Vid osteokondros i bogleden ses vanligen lätt hälta på ena eller bägge benen vid 4-7 månaders ålder. Spontanläkning är vanlig. Om så ej sker bör leden opereras.
Osteokondros i ena eller båda knäna ger hälta med "sladdriga" bakbensrörelser, vanligen vid 4-6 månaders ålder.
Hasleden drabbas mindre ofta än övriga leder. Hunden får diffus hälta och smärta vid 4-5 månaders ålder. På grund av ledfyllnad (så kallad galla) ses ibland en konturstörning i leden.

### Armbågsleden
Tre olika former finns:
- Armbågsledsdysplasi (ununited processus anconeus). Processus anconeus är ett utskott på underarmsbenet. Utskottet har en egen tillväxtkärna, men är normalt förenat med resten av benet vid 18-20 veckors ålder (rasskillnader finns). Framför allt hos schäfer ses en form av osteokondros som orsakas av att denna förening ej fortskrider normalt. Förändringen leder till artros (pålagringar i leden) om den ej opereras, vilket helst görs före 9 månaders ålder.
- Fragmenterad processus coronoideus och
- osteokondros på mediala humeruskondylen. Dessa två former ger hälta och stelhet vid 4-5 månaders ålder. Begynnande artros brukar ses på röntgenbilder vid 7-8 månaders ålder. Artrosen utvecklas vidare om hunden inte opereras.